# Joan Traveria i Pubill
Joan Traveria i Pubill (Vic, 1902 - Vilanova de Sau, 1936) fou un advocat i polític català.
Nascut a Vic el 18 de juny de 1902, rebé una educació catòlica. Des de jove va pertànyer a les Congregacions Marianes i a la Federació de Propagandistes Catòlics. Sentia una gran devoció per sant Joan de la Creu, de qui admirava profundament el pensament i sabia de memòria molts dels seus poemes.
Es llicencià en Dret a la Universitat de Barcelona l'any 1929. Fou vicepresident de l'Associació de Premsa de Vic. Militant de la Comunió Tradicionalista, durant la Segona República va participar activament en política i es destacà com a orador.
En les eleccions generals espanyoles de 1933 fou un dels sis candidats tradicionalistes per les circumscripcions catalanes en el Bloque Nacional de Derechas, però no va aconseguir obtindre acta de diputat.
Es presentà com a candidat en les eleccions municipals del gener del 1934 en una coalició de dretes anomenada Unió de ciutadans, que incloïa els tradicionalistes i la Lliga Catalana, i fou escollit alcalde de Vic, càrrec que va mantenir fins al maig del 1935.
Durant el seu mandat, es va restituir la Creu del Cementiri de Vic, en plena República, i va ser Joan Traveria qui va fer possible la celebració pública de les solemnitats de la beatificació del pare Claret, malgrat l'oposició dels regidors de l'oposició a l'Ajuntament.
L'any 1934 va participar en diversos actes de propaganda tradicionalista a Catalunya. En les eleccions generals de 1936 fou novament candidat, per la llista del Front Català d'Ordre.
Després de l'esclat de la Guerra Civil espanyola, el 19 de juliol de 1936 va fugir de Vic, però moriria assassinat pels revolucionaris el 7 agost a la seva finca del Molí de Sant Romà de Sau, on s'havia refugiat amb el seu sogre, el veterà carlí Teodor de Mas. A Vic hi ha un carrer que duu el nom de Joan Traveria.
Estava casat amb Elvira Mas i Bach, amb qui va tenir dos fills: Elvira i Joan Teodor Traveria de Mas.